# Cauquenes (tỉnh)
Tỉnh Cauquenes là một tỉnh nằm ở vùng VII Maule, Chile. Tỉnh lỵ là thành phố Cauquenes.
Đây là một trong 4 tỉnh của vùng VII Maule. Tỉnh lỵ Cauquenes nằm cách 370 km về phía tây nam của Santiago. Tỉnh Cauquenes có diện tích 3.114 km² và dân số theo điều tra năm 2002 là 58.112 người. Về mặt hành chính, tỉnh này được chia ra thành 3 đô thị "comuna": Cauquenes (tỉnh lỵ), Chanco và Pelluhue.